# 回龍觀站
回龍觀站是一个位于中国北京市昌平区回龙观街道与龙泽园街道交界同成街、育知东路与双沙铁路交叉口东側，属于北京地铁13号线的地铁车站。回龙观站是13号线向西直门方向的末班车的终点站，列车不再向西直门方向行驶。

## 位置
回龙观站位于北五环外，京藏高速公路（原八达岭高速公路）東边。具体位置是同成街与双沙铁路（均为东西向）之间，育知东路（南北向）东侧。车站呈东西向布置，西侧铁轨上跨育知东路。
车站以北侧的回龙观文化居住区得名。由于附近主要是睡城型大型居住区，甚至从街区层面上来说附近都极少有商业设施或公共建筑，因而车站潮汐客流非常明显，绝大多数乘客都是通勤乘客，早晚高峰时段以外客流很少。这一点与附近的龙泽站、霍营站等车站类似。

## 结构

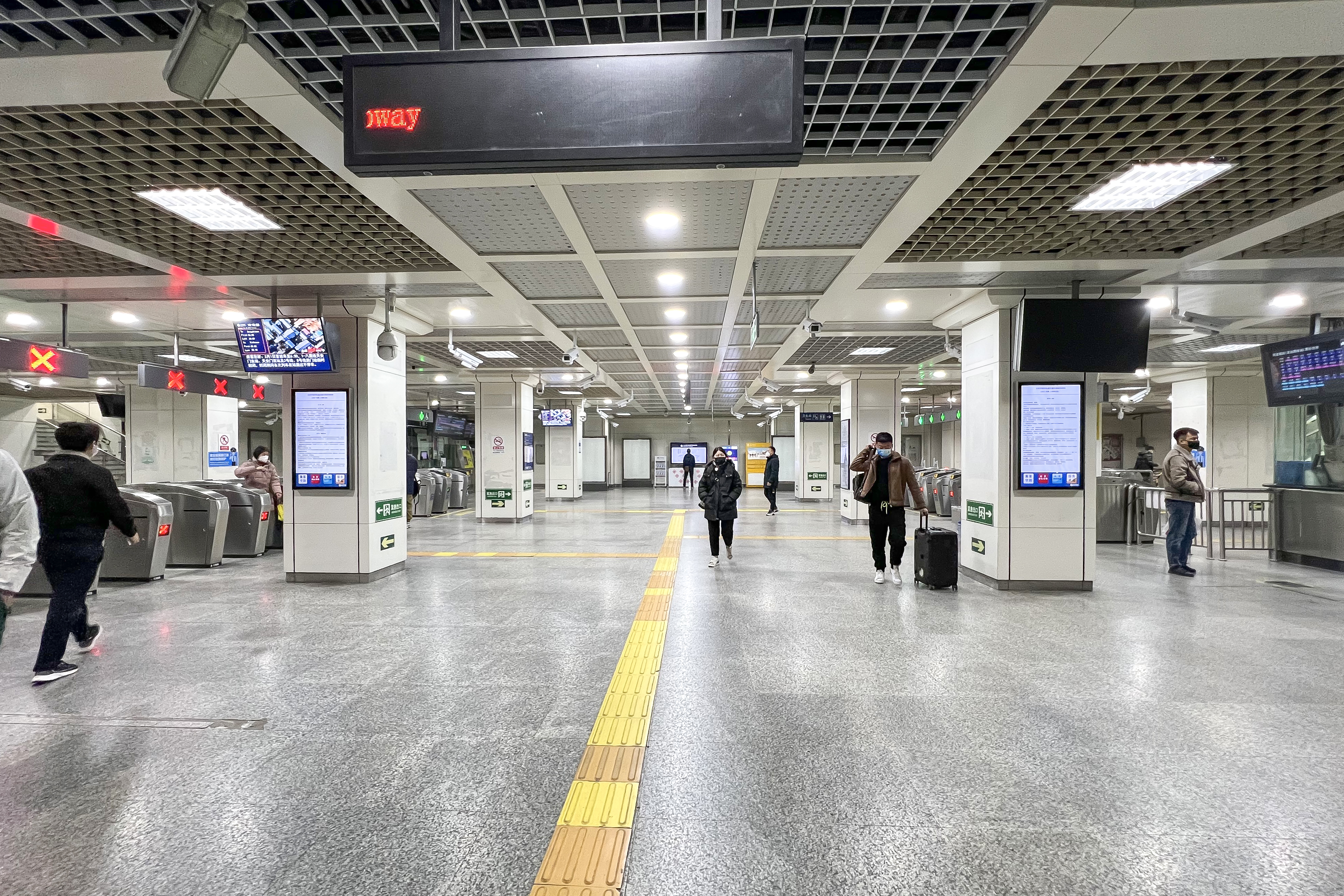
站厅

回龙观站为地面车站，车站建筑宽27.8米，长10.8米，高11.18米。采用双岛式站台设计，两个站台中部只有一股铁轨，加上两侧共计三股铁轨。在车站西部设有双沙铁路的联络线。车站向北开有一个出口。
车站外观方面则采用模仿中式坡屋顶的设计。
| 地上二层 站台层 |                                    | █ 13号线往西直门（龙泽）                 |
| 地上二层 站台层 | 岛式站台，左/右側開門              |                                          |
| 地上二层 站台层 | █ 13号线半程车回库往东直门（霍营） |                                          |
| 地上二层 站台层 | 岛式站台，左側開門                 |                                          |
| 地上二层 站台层 | █ 13号线往东直门（霍营）           |                                          |
| 地上一层 站厅层 | 站厅                               | 票务服务、自动售票机、查询机、一卡通充值 |
| 地面层          | 出入口                             | A出入口                                  |

## 出入口
回龙观站有1個出口（A），分为两个分支：A1、A2。
|                               |        |                        |      |            |
| 编号                          | 指示   | 建议前往的目的地       | 图片 | 無障礙設施 |
| 出口 · A · 1                  | 同成街 | 龙腾苑六区             |      | 不適用     |
| 出口 · A · 2 · 轮椅升降台标志 | 同成街 | 北京华联同成街购物中心 |      |            |
| 註： 設有輪椅升降台           |        |                        |      |            |